# Wilhelm Pfuhl (Mediziner)
Wilhelm Eduard Robert Pfuhl (* 29. Januar 1889 in Berlin; † 28. April 1956 in Regensburg) war ein deutscher Anatom und Hochschullehrer. Er hatte Lehrstühle für Anatomie an den Universitäten Frankfurt und Greifswald inne.

## Leben
Pfuhl war der Sohn des Arztes und Sanitätsoffiziers Eduard Pfuhl (1852–1917) und dessen Ehefrau Getrud, geb. Koch (1868–1945). Er hatte zwei Brüder. Sein Großvater mütterlicherseits war der Mediziner und Nobelpreisträger Robert Koch (1843–1910).
Nach der Reifeprüfung am Berliner Königlichen Wilhelms-Gymnasium studierte Wilhelm Pfuhl ab 1907 Medizin an den Universitäten Berlin und Göttingen. 1914 wurde er approbiert und promoviert. Anschließend war er am Robert-Koch-Institut in Berlin tätig. Als Arzt nahm Pfuhl von Oktober 1914 bis Dezember 1918 am Ersten Weltkrieg teil, anfangs als Lazarettarzt, ab 1915 als Feldarzt. Er wurde mit dem Eisernen Kreuz II. Klasse ausgezeichnet. Nach der Demobilisierung war er zwei Monate am Chemischen Institut der Universität Marburg tätig und erwog, ein Studium der Theologie aufzunehmen. Ab Mai 1919 war er Assistent am Anatomischen Institut in Marburg. Noch im selben Jahr wechselte Pfuhl an die Universität Greifswald, wo er am 1. Oktober 2. Prosektor wurde. Unter Karl Peter ab 1920 mit Lehraufgaben betraut, habilitierte sich Pfuhl 1921 mit einer Untersuchungen zur Gefäßversorgung der Leber des Schweines im Fach Anatomie. 1923 folgte die Prosektur und ein Lehrauftrag für Anthropologie. Im August 1926 wurde Pfuhl nichtbeamteter außerplanmäßiger Professor in Greifswald. Er bemühte sich nach der Machtergreifung der Nationalsozialisten 1933 um den Ausbau des Anatomischen Instituts auch mit Verweis auf den am Institut durchgeführten „rassenkundlichen“ Unterrichts, unterlag hier aber hinsichtlich der Mittelzuweisung Günther Just, der ein neugegründetes Institut für menschliche Erblehre und Eugenik leitete. Zum 1. Oktober 1934 übernahm er als Nachfolger von Hans Bluntschli das Ordinariat für Anatomie an der Universität Frankfurt am Main, wo er 1935/36 auch Dekan war. Nach vier Jahren in Frankfurt wechselte Pfuhl zurück nach Greifswald, wo er ab 1. Oktober 1938 ordentlicher Professor und Direktor des anatomischen Institutes wurde. Im Gegenzug wechselte der Anatom August Hirt, der zwischenzeitlich Ordinarius in Greifswald geworden war, nach Frankfurt. Aus gesundheitlichen Gründen soll Pfuhl seinen Verpflichtungen in Frankfurt nicht mehr vollumfänglich gewachsen gewesen sein, Hirt hingegen sollte „ein größerer Wirkungskreis“ ermöglicht werden. Ein Berufungsverfahren erfolgte in beiden Fälle nicht. Im Zweiten Weltkrieg fand Pfuhl keine militärische Verwendung, er verblieb in seiner Stellung in Greifswald. Das von ihm geleitete Institut litt unter Personalmangel und die Ausbildung von Studenten konnte nur mühsam aufrechterhalten werden. Die Forschung am Institut kam weitgehend zum Erliegen. Pfuhl wurde aus gesundheitlichen Gründen wiederholt beurlaubt, so fehlte er etwa von Juli 1943 bis zum Beginn des Wintersemesters 1944/1945 aufgrund einer Tuberkulose. Kurz vor Kriegsende im April 1945 wurde Pfuhl von einem Militärfahrzeug angefahren. Im November 1945 – Greifswald war mittlerweile Teil der Sowjetischen Besatzungszone – wurde ihm die Leitung des Anatomischen Instituts aufgrund seiner NSDAP-Mitgliedschaft entzogen, seine Entlassung folgte im März 1946. Im Folgemonat siedelte die Familie in die Nähe von Lübeck über, das in der Britischen Besatzungszone lag. Von 1947 bis zum Ruhestand 1952 hatte Pfuhl einen Lehrauftrag für Anatomie an der Philosophisch-theologischen Hochschule Regensburg inne und leitete kommissarisch das Anatomische Institut. An der Hochschule wurden Medizinstudenten vorklinisch ausgebildet. Pfuhl starb 1956 in Regensburg.
Wilhelm Pfuhl war ab Oktober 1921 verheiratet, aus der Ehe gingen vier Söhne hervor.
Von 1917 bis 1922 war Pfuhl Mitglied der Deutschen Volkspartei (DVP), zum 1. Mai 1933 trat er in die NSDAP ein (Mitgliedsnummer 2.147.227), er war weiterhin Mitglied der SA (1933–1936), des Nationalsozialistischen Lehrerbundes (NSLB), Nationalsozialistischen Deutschen Dozentenbundes (NSDDB), Nationalsozialistischen Altherrenbundes (NSAHB), Nationalsozialistischen Deutschen Ärztebundes (NSDÄB), Reichsluftschutzbundes und des Deutschen Luftsportverbandes (DLV).

## Wissenschaftliches Wirken
Wilhelm Pfuhl war sowohl auf dem Gebiet der mikroskopischen Anatomie (Histologie) als auch der makroskopischen Anatomie forschend tätig. Zahlreiche Veröffentlichungen – darunter zwei Lehrbuchkapitel – widmen sich der Struktur der Leber, insbesondere dem Leberläppchen und der Blutversorgung. An Zellen des Bindegewebes führte er umfangreiche Studien durch. Weitere Arbeiten folgten zu anthropologischen Themen, zu Wachstum, Atem- und Kreislaufmechanik sowie zum Schultergelenk.

## Veröffentlichungen (Auswahl)
Bibliografie in: Kiesselbach und Schumacher, 1971
- Über den Läppchenbau der menschlichen Leber. In: Anatomischer Anzeiger. (Ergänzungsheft), Band 55, 1922, S. 103–109.
- Wachstum und Proportionen. In: Peter et al. (Hrsg.): Handbuch der Anatomie des Kindes. Bergmann, München 1928, S. 191–292.
- Die Leber sowie Die Gallenblase und die extrahepatischen Gallengänge. In: v. Möllendorff (Hrsg.): Handbuch der mikroskopischen Anatomie des Menschen. Springer, Berlin 1932, S. 235–425 bzw. 426–462.
- Entwicklung und Wachstum des Menschen. Quelle & Meyer, Leipzig 1933.
- Das Cingulum und seine funktionelle Bedeutung. Mit besonderer Berücksichtigung der funktionellen Anatomie des Stirnbeins. In: Gegenbaurs morphologisches Jahrbuch. Band 94, 1955, S. 111–150.